# Asahi (Mie)
Asahi (jap. 朝日町 Asahi-chō) – miasto w Japonii, na wyspie Honsiu, w prefekturze Mie. Według danych na rok 2020 miejscowość zamieszkiwało 11 021 mieszkańców , a gęstość zaludnienia wyniosła 1839,9 os./km².